# Cape Canaveral
Cape Canaveral (in italiano Capo Canaveral; in spagnolo Cabo Cañaveral) è una striscia di terra nella contea di Brevard in Florida (USA). Cape Canaveral si chiamò, dal 1963 al 1973, Capo Kennedy (in inglese Cape Kennedy), nome con il quale è ancor oggi indicato nella storia della Missione Apollo, il programma spaziale che portò allo sbarco dei primi uomini sulla Luna.

## Descrizione
La città omonima di Cape Canaveral è situata pochi chilometri a sud del sito geografico. In quest'area sorge il Kennedy Space Center della NASA e la Cape Canaveral Space Force Station dell'aeronautica statunitense. Il nome Canaveral (dallo spagnolo Cañaveral) fu dato dagli esploratori spagnoli e significa Capo del canneto.
Cape Canaveral fu scelta come sede del Kennedy Space Center per la sua posizione ideale: si trova infatti affacciata sull'oceano Atlantico (i test erano diretti in mare), ed è, nel territorio degli Stati Uniti, una delle località più vicine all'equatore, così da poter sfruttare al meglio la spinta dovuta alla rotazione terrestre.

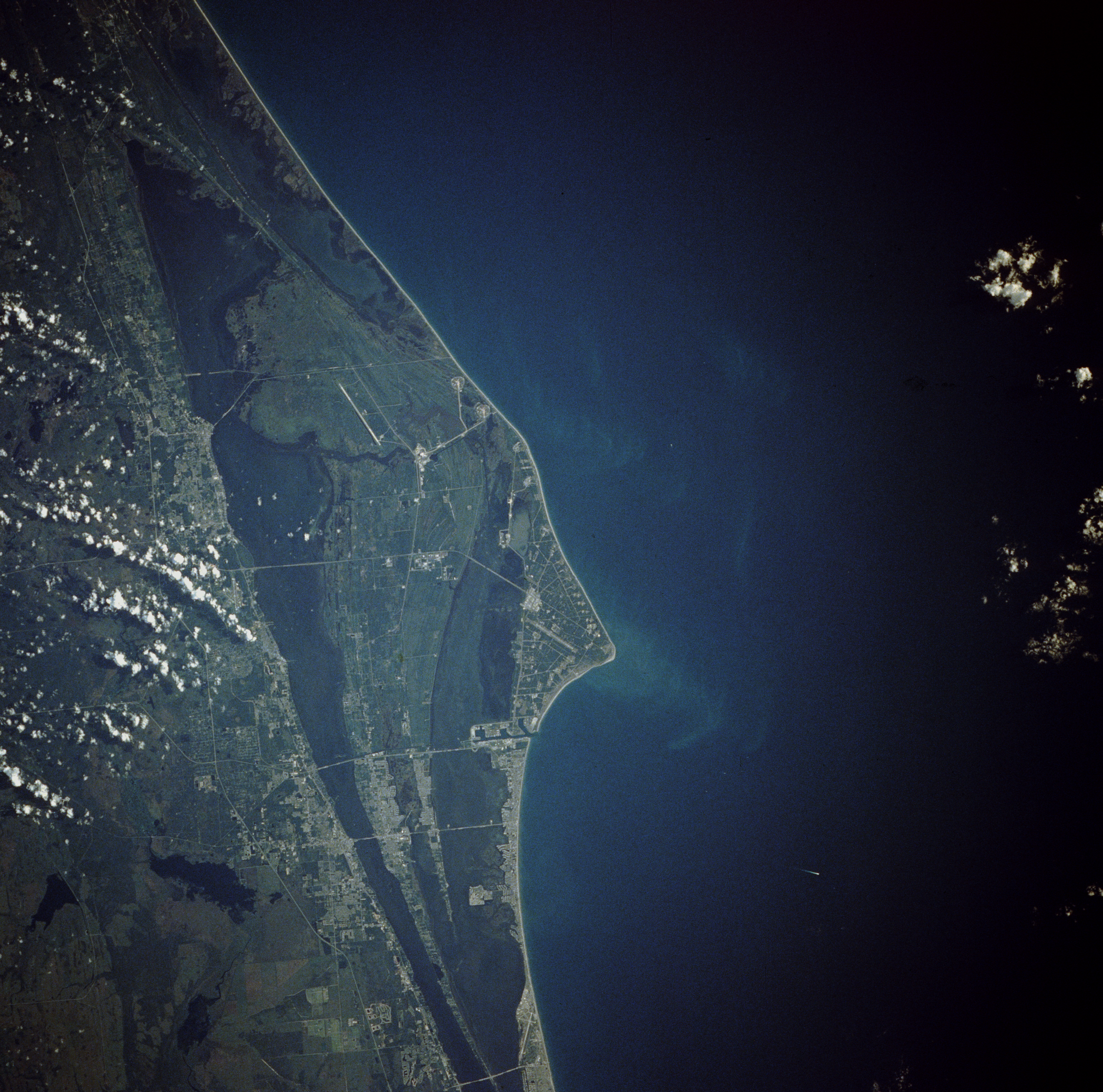
Cape Canaveral vista dallo spazio, agosto 1991
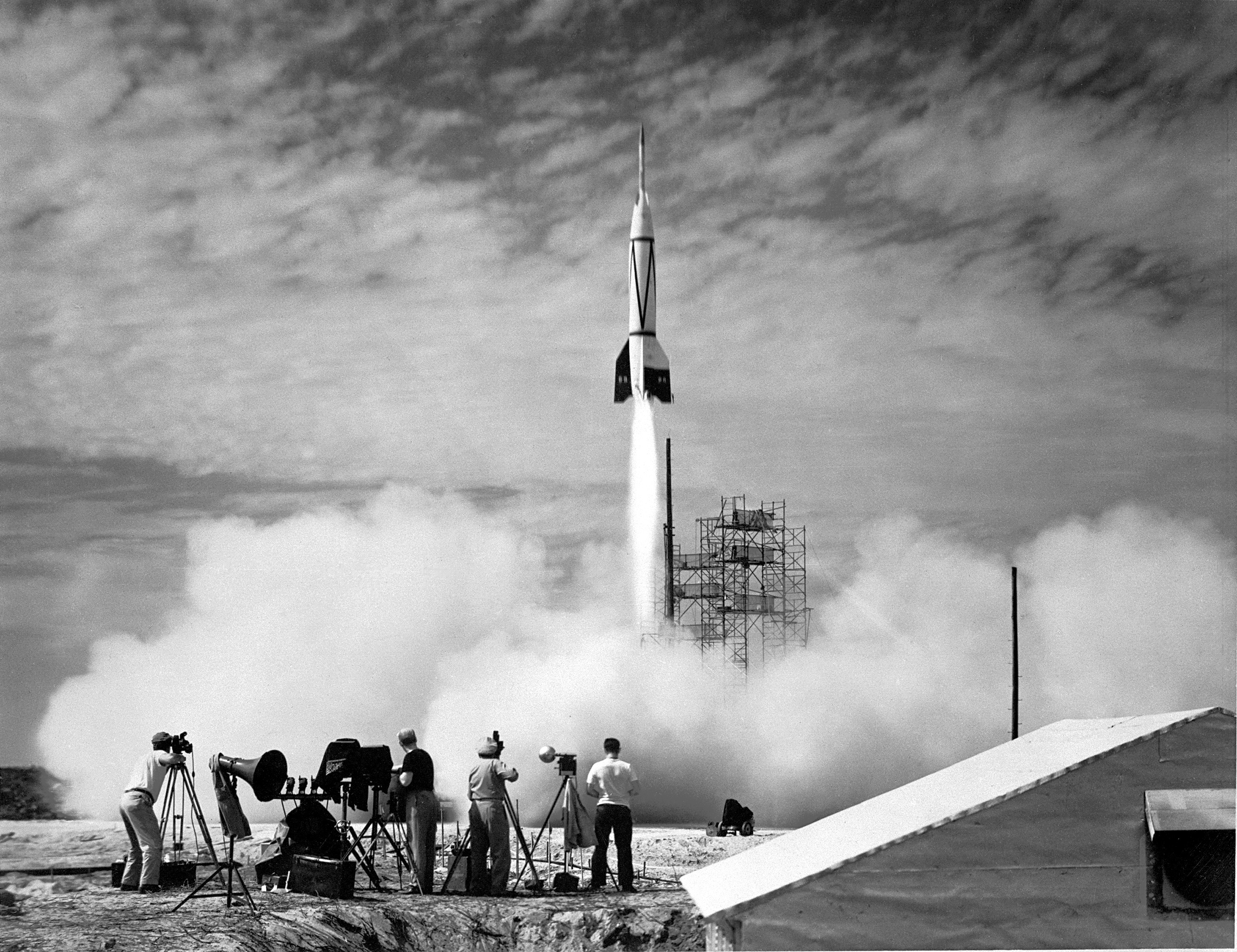
Il primo lancio da Cape Canaveral in luglio 1950.

## Nella cultura di massa
- Nella finzione della serie televisiva Lost in Space del 1965, creata da Irwin Allen sulla base del romanzo del 1812 scritto da Johann David Wyss, Il Robinson svizzero, il 16 ottobre 1997, da Cape Kennedy parte la missione della Jupiter 2 a bordo della quale viaggia la famiglia Robinson, destinata a colonizzare Alfa Centauri.
- A Cape Canaveral sono ambientati gli ultimi capitoli del manga Le bizzarre avventure di JoJo parte 6: Stone Ocean (1999-2003), dove si scontrano la squadra di Jolyne Cujoh ed Enrico Pucci.
- Nel film del 2012, diretto da Barry Sonnenfeld, Men in Black 3, Cape Canaveral è teatro di un epico scontro tra l'agente J (Will Smith) e Boris l'animale (Jemaine Clement).
- Nel videogioco del 2012 Forge of Empires, Cape Canaveral è un Grande Edificio dell'Era Postmoderna. A differenza della maggior parte degli altri grandi edifici, Cape Canaveral offre solo un bonus di produzione e nessun potenziamento.